# 행성 X
행성 X(Planet X)는 태양계에서 해왕성보다 먼 궤도에서 공전한다고 가정되었던 행성 크기의 천체다.

## 개요
행성 X가 존재한다는 가설은 천왕성과 해왕성의 궤도운동에서 이론적인 모순이 보였기 때문이다. 처음에는 9번째 행성으로, 1930년에 명왕성이 발견된 이후에는 10번째 행성으로 불렸다. 이 모순은 많은 관측으로 거의 해소되었지만, 20세기 말 이후에 발견된 수많은 태양계 외부 천체의 분포, 장주기 혜성의 기원 등을 설명하는 근거로 다시 행성 X의 존재를 가정하는 가설이 제기되고 있다.
명왕성은 행성 X를 탐색하는 과정에서 발견된 천체였지만, 연구자들이 찾고있던 행성 X는 아니었다. 2006년 8월 24일, 국제천문연맹 총회에서 태양계의 행성 정의를 결정하면서 태양계의 행성은 해왕성까지 8개가 되었다. 이후 행성 크기의 천체가 발견된다고 하더라도, 국제천문연맹의 정의에 비추어 행성으로 인정될지는 불분명하다.
대중문화에서는 행성 X가 발견되지 않은 태양계 천체 및 10번째 행성(행성의 정의를 다시 내린 후에는 9번째 행성)을 가리키는 일반적인 대명사가 되고있다.

## 천왕성·해왕성의 궤도를 설명하기 위한 행성 X
19세기 말에 많은 천문학자들은 해왕성 바깥쪽에 행성이 존재한다고 추측했었다. 해왕성은 천왕성과 토성, 목성의 궤도운동의 실제 관측과 이론적인 계산에서 발생하는 모순을 설명하는 것으로, 존 쿠치 애덤스나 위르뱅 르베리에 같은 수학자들의 계산에 의해 발견되었다. 그러나 해왕성 발견 후, 이 행성의 궤도에도 오차가 있는 것으로 밝혀졌다. 이 사실은 해왕성 바깥쪽에 다른 행성이 존재한다고 여겨지게 하였다.
화성의 운하를 관측한 것으로 유명한 천문학자 퍼시벌 로웰이 이러한 가상적인 행성을 행성 X라고 불렀다. 당시에는 8개의 행성밖에 알려지지 않았고, X의 의미는 10을 뜻하는 로마숫자가 아니라 미확인을 의미한다. 로웰은 1909년까지 행성 X를 탐색했고, 이어 새로운 행성의 위치 예측값을 수정하여 1913년부터 1915년까지 다시 탐색했지만, 행성 X를 발견할 수 없었다. 이 후, 로웰은 자신이 계산한 행성 X의 궤도 매개변수 가설을 발표했다. 아이러니하게도, 1915년에 로웰 천문대에서 명왕성의 어두운 이미지가 2장 촬영되었지만, 당시에는 행성이라고 인식되지 않았다.

### 명왕성의 발견
1916년에 로웰은 사망했지만, 1928년에 로웰 천문대에서 다른 탐색이 시작되었고, 1930년에 클라이드 톰보에 의해 명왕성이 발견되었다.
발견 당시에는 명왕성이야말로 행성 X라고 간주되었지만, 명왕성의 질량은 해왕성의 궤도를 설명하기에는 너무 작다는 것이 밝혀졌다. 때문에 탐색은 이후에도 계속되었다.

### 새로운 행성 X의 탐색
명왕성의 발견 후에도 톰보는 다른 행성을 찾아 황도 위를 계속 탐색했다. 그는 수많은 소행성과 변광성, 혜성을 발견했으나, 행성 X는 발견되지 않았다.
명왕성 이후 오랫동안 태양계 바깥쪽 천체는 발견되지 않았지만, 1992년에 (15760) 1992 QB1이 발견되었다. 이후 천 개 이상의 바깥쪽 천체가 발견되고있다. 이러한 천체는 현재 그 대부분이 카이퍼 대 천체에 속한다고 여겨진다.
카이퍼 대 천체는 해왕성 바깥의 황도면에서 공전하는, 얼음으로 뒤덮인 천체로, 태양계가 형성될 때 남겨진 천체라고 여겨진다. 현재는 명왕성도 가장 큰 카이퍼 대 천체로 분류된다. 이 때문에 명왕성을 행성이라 불러야하는지에 대한 논의가 일어났고, 2006년에 정해진 행성의 정의에 따라 명왕성은 행성 목록에서 빠지게 되었다.

### 행성 X의 반증
우주 탐사선 파이오니어 10호, 11호, 보이저 1호, 2호에 따라, 로웰이 가정했던 행성 X의 존재는 두 가지 측면에서 부정되고있다.
첫째, 이들 탐사선들이 천왕성이나 해왕성 같은 바깥쪽 천체 가까이를 통과하면서 받은 중력에 의한 가속도 값에 의해, 행성들의 질량에 대한 정밀한 값이 측정되었다. 이를 통해 지상에서의 관측을 근거로 계산하여 얻은 행성들의 질량이 실제보다 최대 1% 작았다는 것이 밝혀졌다. 이 수정된 질량에 따라 외부 행성의 궤도를 계산함으로써 모순은 해결되었다.
둘째, 이러한 우주 탐사선의 궤도에서 태양계에 있을 수 있는, 그러나 발견되지는 않은 커다란 행성의 중력을 계산하지 않음으로써 발생하는 오류가 발견되지 않았다. 많은 천문학자들은 이 사실에서 행성 X는 역할을 마쳤다고 생각한다.
발견되지 않은 천체의 질량이 작은 경우에는 탐사선의 궤도에 영향을 미치지 않아 이러한 방법으로 발견할 수가 없고, 외부 행성의 궤도에도 눈에 띠는 영향을 주지 않기 때문에, 지구와 비슷한 질량을 가진 천체가 존재할 가능성은 여전히 존재한다.

## 특징
결국은 아무도 그 행성을 찾지 못하였다. 행성 X가 지구의 3배 정도 크기라는 주장도 있었고, 지구의 공전궤도면과 수직으로 공전할 것이라는 주장도 있었다.
음모론자들은 행성 X를 니비루라는 상상의 행성과 동일시 생각하는 오류를 범하고 그 행성이 조만간 지구를 파괴할 것이라고 주장하였다.

## 같이 보기
- 제9행성